# 175204 Gregbyrne
175204 Gregbyrne este o planetă minoră (asteroid), cu un diametru de 2,58 km, din centura de asteroizi. A fost descoperită pe 31 martie 2005 la Goodricke-Pigott Observatory⁠(d) de Vishnu Reddy⁠(d). 
Obiectul prezintă o orbită caracterizată de o semiaxă mare de 2,7691968512565 UAi, o excentricitate de 0,1041477450263, o înclinație de 10,0855457063 ° în raport cu ecliptica.